# Ad audiendum verbum
La locuzione latina Ad audiendum verbum, tradotta letteralmente, significa ad ascoltare la parola.
L'espressione è utilizzata in occasione di una convocazione da parte di un capo/responsabile per ricevere direttive o istruzioni; in senso più maligno, quando alla chiamata si sa che seguirà una richiesta di giustificazione del proprio operato, si va "ad audiendum verbum " per un "redde rationem". Se la spiegazione fornita non è ritenuta accettabile, il tutto si conclude con una sonora "reprimenda" (lavata di capo).